# Савченко Іван Михайлович
Іван Михайлович Савченко (5 червня 1916, Сокиряни — 21 лютого 1995, Косів) — український майстер з художньої обробки дерева; член Спілки радянських художників України.

## Біографія
Народився 5 червня 1916 року в містечку Сокирянах (нині місто Дністровського району Чернівецької області, Україна). Працював столяром у приватних майстернях Румунії, згодом в Кишиневі. Протягом 1946—1950 років навчався у Косівському училищі прикладного мистецтва, після чого до 1961 року викладав у ньому. Серед учнів: Олександр Іщенко, Іван Смолянець. Член КПРС з 1959 року.
З 1961 року обіймав посаду головного інженера фабрики «Гуцульщина», з 1968 року працював у Косівських художньо-виробничих майстернях. У 1976 році нагороджений Грамотою Президії Верховної Ради УРСР.
Мешкав у Косові в будинку на вулиці Котовського, № 10. Помер у Косові 21 лютого 1995 року. Похований у Косові на центральному кладовищі міста.

## Творчість
Працював у галузях художнього різьблення по дереву, інтарсії. Виготовляв альбоми, меблі, портрети, скриньки, тематичні тарелі з барельєфами відомих людей. Свої твори прикрашав різьбою, інкрустацією та випалюванням. Серед робіт:
- рельєф «Володимир Ленін» (1954);
- тарілка з композицією на честь 40-річчя Великого Жовтня (1957);
- набір сувенірів, дерево, різьблення (1962);
- тарілка «Володимир Ленін серед гуралів» (1966).

Створив панно з портретом Тараса Шевченка, книгу-адресу із зображенням Кобзаря (1966), які зберігаються в Національному музеї Тараса Шевченка у Києві. Багато робіт присвятив письменникам Ользі Кобилянській, Юрію Федьковичу, Марку Черемшині.
Брав участь у республіканських виставках з 1945 року, зарубіжних — з 1958 року, зокрема у 1958 році декоративний настільна таріль художника експонувалася на виставці українського мистецтва в Софії.
Роботи майстра зберігаються в музеях Києва, Чернівців, Івано-Франківська. В колекції Національного музею народного мистецтва Гуцульщини та Покуття налічується 50 творів майстра — тематичні декоративні тарелі, вазочки, цукорниці, скриньки, свічники та інші вироби з дерева.